# Diphyus temmazanensis
Diphyus temmazanensis är en stekelart som först beskrevs av Tohru Uchida 1955.  Diphyus temmazanensis ingår i släktet Diphyus och familjen brokparasitsteklar. Inga underarter finns listade i Catalogue of Life.